# Marco Bollesan
(Marco Bollesan)
Marco Bollesan (Chioggia, 7 luglio 1941 – Bogliasco, 12 aprile 2021) è stato un giocatore e allenatore italiano di rugby a 15 che, nel ruolo di terza linea centro, fu due volte campione d’Italia (con Partenope e Brescia) e 47 volte internazionale per l'Italia, squadra della quale fu, in seguito, anche allenatore, team manager e, più recentemente, addetto stampa.
Considerato uno dei rugbisti italiani più iconici del periodo antecedente al professionismo, è l'unico atleta della sua disciplina il cui nome figuri nella Walk of Fame dello sport italiano.

## Biografia
Nato a Chioggia e cresciuto a Genova nelle file del CUS all’epoca sponsorizzato Italsider, azienda nella quale lavorava come operaio, esordì in nazionale il 14 aprile 1963 a Grenoble, in un combattutissimo incontro con la Francia perso nel finale con due punti di scarto; nel corso di quella prima esperienza internazionale Bollesan ebbe modo di guadagnarsi il rispetto del terza linea francese Michel Crauste, al quale restituì in una mischia un colpo proibito ricevuto qualche minuto prima durante un’azione di touche, e che gli aveva procurato una ferita al sopracciglio.
Nel 1965 fu tesserato dalla Partenope, club che, per rendere appetibile l’ingaggio a Bollesan, si adoperò per garantirgli il trasferimento dagli impianti genovesi di Cornigliano a quelli napoletani di Bagnoli; la squadra biancoceleste, già campione d’Italia 1964-65 dopo un’accesa competizione contro CUS Roma, si riconfermò nel 1966; tornato al CUS Genova giunse tre volte secondo in campionato, cercando di contrastare il dominio del Petrarca, vincitore in quel periodo di cinque scudetti consecutivi.
Trasferitosi al Brescia, riuscì a laurearsi campione d’Italia nel 1975 e giunse allo spareggio la stagione successiva, sconfitto dal Rovigo.
Divenuto capitano della nazionale, con essa prese parte allo storico tour in Africa meridionale, in cui l’Italia disputò diversi incontri con selezioni rhodesiane e sudafricane, inclusi due test match contro la Rhodesia (sconfitta 4-42) e i South African Leopards, formazione di rugbisti di colore (che all’epoca non potevano giocare nella stessa squadra con i bianchi a causa dell’apartheid vigente in Sudafrica) battuti per 24-4; tale tour, che vide per la prima volta l’Italia protagonista di un’affermazione di prestigio in un Paese di lunga tradizione nella disciplina, è tuttora considerato come una pietra miliare del rugby nazionale, tanto da essere stato celebrato ufficialmente a distanza di 35 anni.
Fu poi a Milano, nel CUS, con cui affrontò sia la retrocessione in serie B che il ritorno in A, e a seguire all’Amatori; dopo il ritiro divenne allenatore dello stesso club e lo guidò dalla serie C alla serie A; lo lasciò nel 1985 per assumere la direzione della nazionale: fu il commissario tecnico che guidò l’Italia alla prima Coppa del Mondo nel 1987; nel 1989, finita l’avventura azzurra, guidò il Livorno, prima di tornare ad allenare il CUS Genova in serie A/2, incarico che portò avanti in parallelo alla direzione di un’agenzia di assicurazioni.
A seguito della crisi economica dell’Amatori Milano, in quegli anni nota come Milan in quanto nell’orbita societaria della Fininvest, che stava tuttavia dismettendo tutte le attività sportive diverse dal calcio, Bollesan si offrì nel 1997 di far da allenatore alla squadra senza richiedere alcun compenso; in seguito ne divenne direttore tecnico, anche se presto lasciò l’incarico per andare ad allenare l’Amatori Alghero.
Durante il periodo alla guida della squadra sarda Bollesan fu chiamato dalla Federazione Italiana Rugby a ricoprire l’incarico di team manager della nazionale; in seguito ne divenne addetto alle relazioni esterne, incarico tenuto fino a tutto il Sei Nazioni 2008.
Nel 2006 Bollesan fu nominato presidente di SportinGenova, società al 70% di partecipazione pubblica che fino al 2014, anno della sua liquidazione, gestì tutti gli impianti sportivi di proprietà del Comune; nell’ottobre 2007, nel corso di un’intervista alla redazione genovese di Repubblica, espresse l’intenzione di proporre la ristrutturazione dello stadio Carlini, al fine di renderlo una struttura destinata unicamente al rugby.
Giocatore ritenuto tra i più rappresentativi dell’epoca pre-professionistica del rugby a 15, Bollesan dichiarò di avere collezionato in carriera 164 punti di sutura.
Da maggio 2015 il suo nome, unico rugbista, figura a Roma nella Walk of Fame dello sport italiano, galleria delle celebrità riservata agli sportivi italiani distintisi in campo internazionale.
È morto a Bogliasco il 12 aprile 2021 a 79 anni.
La sua morte segue di un giorno quella di Massimo Cuttitta, anch'egli ex internazionale di rugby, che Bollesan aveva allenato ad Alghero.

## Palmarès
- Campionati italiani: 2
Partenope: 1965-66
Brescia: 1974-75